# Бенонс
Бенонс (фр. Bénonces) је насељено место у Француској у региону Рона-Алпи, у департману Ен (Рона-Алпи).
По подацима из 2011. године у општини је живело 273 становника, а густина насељености је износила 17,81 становника/km².

## Демографија
| 1962. | 1968. | 1975. | 1982. | 1990. | 2011. |
| ----- | ----- | ----- | ----- | ----- | ----- |
| 284   | 261   | 258   | 274   | 249   | 273   |